# Codex Basilensis
Der Codex Basilensis (Gregory-Aland no. Ee oder 07, von Soden ε 55) ist eine griechische Handschrift der vier Evangelien, welche auf das 8. Jahrhundert datiert wird. Er besteht aus den vier Evangelien (Matthäus, Markus, Lukas und Johannes) auf 318 einspaltig beschriebenen Pergamentblättern. Die Handschrift ist nicht vollständig.

## Beschreibung
Dem Codex fehlen Teile des Evangeliums nach Lukas (1,69–2,4; 3,4–15; 12,58–13,12; 15,8–20; 24,47–fin). Das Format ist 23 × 16,5 cm, der Text steht in einer Spalte mit 21 Zeilen. Die Großschriftbuchstaben sind ungefähr so groß wie diejenigen im Codex Bezae. Akzente sowie Spiritus asper und lenis sind vorhanden.
Sie enthält Listen der κεφαλαια (Inhalt), κεφαλαια (Kapiteln), Ammonianische Abschnitten und der Eusebischer Kanon.
Der Codex Basilensis repräsentiert den byzantinischen Text und wird der Kategorie V zugeordnet. Er ist eine der besten Handschriften der byzantinischen Texte und gehörte zur Gruppe E zusammen mit dem Codex Nanianus und dem Codex Athous Dionysius.

## Geschichte

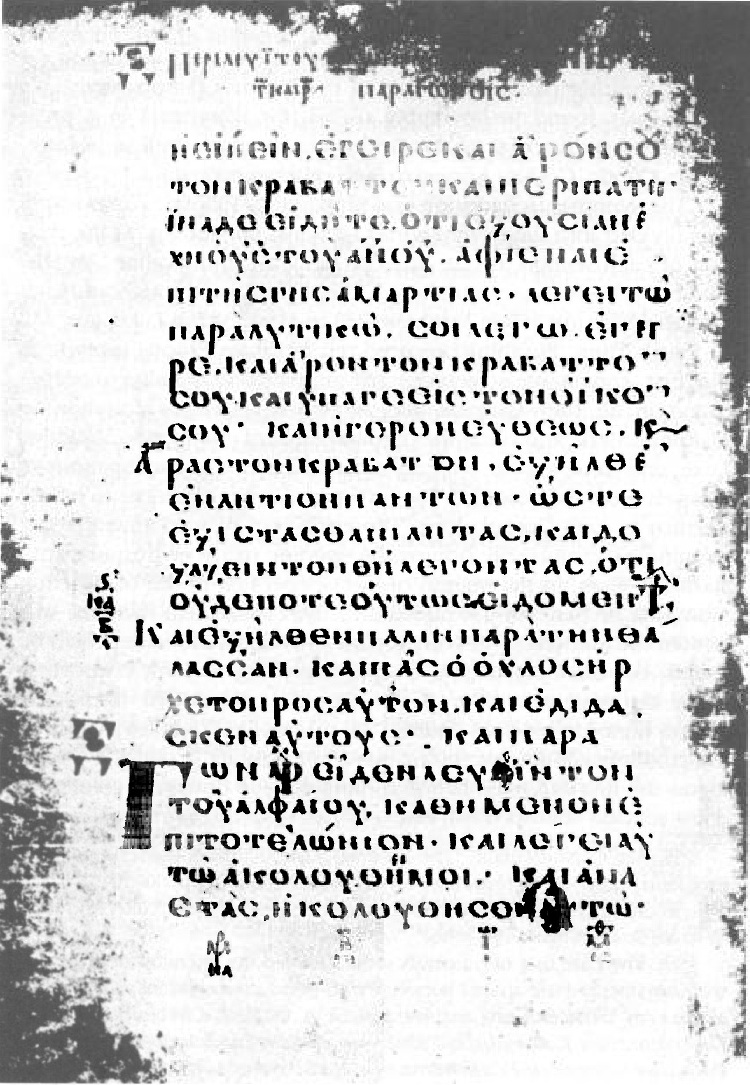
Markus 2,9-14

Kardinal Johannes von Ragusa brachte diese Handschrift nach Basel und schenkte sie dem Dominikanerkloster. Im Jahre 1559 wurde sie der Universitätsbibliothek einverleibt.
Der Codex wird, wie sein Name vermuten lässt, in der Universitätsbibliothek Basel (AN III 12) aufbewahrt.